# Nenad Ciganović
Nenad Ciganović (Bjelovar, 18. svibnja 1935. — Zaječar, 18. svibnja 2003.) bio je srbijanski kazališni, televizijski i filmski glumac.
Rođen je u Bjelovaru 18. svibnja 1935. godine. Kao dijete preselio se u Zaječar u Srbiji. Odlučio se za poziv glumca, nakon što je bio zapažen u kazališnoj predstavi kao dvanaestogodišnjak. U karijeri dugoj skoro pedeset godina, glumio je u oko dvije i pol tisuće kazališnih predstava. Glumio je u velikoj broju filmova i serija od kojih se ističu „Hajde da se volimo” (1987.), „Balkan ekspres 2” (1989.) i „Porodično blago” (1998.)
Preminuo je od srčanog udara 18. svibnja 2003. na svoj rođendan.

### Mrežna mjesta
- Nenad Ciganović u internetskoj bazi filmova IMDb-u (engl.)